# Decreto legislativo regional
Um decreto legislativo regional é um ato legislativo do âmbito de uma região autónoma portuguesa, emanado da sua assembleia legislativa regional, versando:
- Sobre matérias enunciadas no seu estatuto político-administrativo que não estejam reservadas aos órgãos de soberania;
- Sobre algumas matérias de reserva relativa da Assembleia da República, mediante autorização desta;[nota 1]
- Desenvolver para o âmbito regional os princípios ou as bases gerais dos regimes jurídicos contidos em lei que a eles se circunscrevam.[1]

Até à revisão de 1982 da Constituição da República Portuguesa, estes diplomas legislativos eram designados decretos regionais.

## Publicação e identificação
Os decretos legislativos regionais são publicados no Diário da República.
Cada decreto legislativo regional é identificado pela sua categoria, número e data.
O número é constituído pela numeração sequencial anual da categoria, seguido de uma "/", seguido do número do ano (até 1999, apenas os dois últimos dígitos do ano), seguido de uma "/" e seguido da letra identificativa da região autónoma ("A" para os Açores e "M" para a Madeira). 
Exemplo: o Decreto Legislativo Regional n.º 7/2001/A, de 21 de janeiro, é o sétimo decreto legislativo regional da Assembleia Legislativa dos Açores publicado no Diário da República em 2001, na data de 21 de janeiro.